# Lex Servilia
 (juillet 2010).
Si vous disposez d'ouvrages ou d'articles de référence ou si vous connaissez des sites web de qualité traitant du thème abordé ici, merci de compléter l'article en donnant les références utiles à sa vérifiabilité et en les liant à la section « Notes et références ».
La Lex Servilia est une loi agraire introduite à Rome par le tribun de la plèbe Servilius Rullus en -63. Cette loi, qui proposait une réforme agraire radicale, ne fut jamais votée. Pour cette raison, mieux vaut évoquer la rogatio Servilia que la Lex Servilia, formulation commune mais trompeuse.

## Contexte
Afin d'installer hors de Rome une partie de la population la plus pauvre de la ville, qui par son agitation menaçait la paix, la nouvelle loi prévoyait de faire vendre au profit du peuple toutes les terres de l'ager publicus dans les provinces, et à faire acheter avec le produit de la vente des champs en Italie pour les distribuer aux pauvres.
À cette fin, la loi prévoyait l'établissement d'une commission de dix membres, dotés de pouvoirs si importants que Cicéron les qualifia de « rois » : élus pour cinq ans par 17 des 35 tribus, ils auraient été dotés d'un imperium par une loi curiate, de pouvoirs judiciaires et du rang de préteur. Cette commission devait in fine contrebalancer le pouvoir de Pompée, inéligible car absent de Rome à cette date.

## Contenu
Les terres publiques concernées par la loi étaient l' Ager Campanus et l' Ager Stellatis, où cinq mille citoyens auraient pu être installés. Ces surfaces, insuffisantes, devaient être complétées par l'achat de terres, elles-mêmes financées par la vente de tout le domaine public en Italie : cette vente avait déjà été ordonnée par plusieurs résolutions du Sénat (en -81 et plus tard), restées inappliquées par les consuls en raison de l'impopularité de cette mesure.
Cependant, un article de la loi spécifiait privées les terres sur lesquelles des personnes avaient reçu de Sylla l'autorisation de s'installer. À cette exception, la loi restait muette sur la localisation des futures colonies, ce qui laissait aux membres de la commission la liberté de décider quelle terre était publique ou privée, et lesquelles vendre ou acheter.
Le peuple montra de fait envers cette loi peu d’enthousiasme, préférant des distributions d'argent à la perspective d'allocations de terres lointaines. Un des tribuns menaça même de mettre son veto à la loi, et Cicéron, alors consul, parvint, par son éloquence, à faire rejeter par le peuple même cette loi. Il prononça à cette occasion quatre discours, dont trois nous sont conservés (De Lege agraria contra Rullum).

## Inspirateurs
Cette affaire, d'inspiration politique, a probablement été organisée par Jules César. N'espérant pas le vote de la loi, il escomptait néanmoins la colère du peuple vis-à-vis des optimates (le parti aristocratique) pour avoir fait rejeter une mesure populaire, et qu'en conséquence le peuple serait porté à approuver une mesure présentée par César lui-même. Il arriva effectivement à ses fins en faisant voter la Lex Julia en -59, réussissant là où Rullus avait failli.